# Сергеевка (Пограничный район)
В Партизанском районе Приморья тоже есть село Сергеевка
Серге́евка — село в Пограничном районе Приморского края России. Административный центр Сергеевского сельского поселения.

## История
Село основано в 1898 году крестьянами, а на следующий год в нём поселились казаки, и село стало казацким. В 1930 году был организован колхоз «Красная Нива», затем — «Сталинский путь». В марте 1960 года колхозы «Красная Нива» и «Сталинский путь» были реорганизованы в совхоз.

## Население
| 2002 | 2010  | 2021  |
| ---- | ----- | ----- |
| 5205 | ↗5782 | ↘3728 |

## Улицы
| - Горная ул. - ДОС ул. - Колхозная ул. - Ленина ул. | - Луговая ул. - Новая ул. - Октябрьская ул. - Переселенческая ул. | - Рабочая ул. - Советская ул. - Стрельникова ул. - Школьная ул. |

## Известные уроженцы
- Жуйков, Виктор Мартенианович (род. 1947) — советский и российский юрист.